# Jean Bergeret (psicanalista)
Jean Bergeret (Oullins, 13 agosto 1923 – Francheville, 11 luglio 2016) è stato un medico e psicanalista francese.

## Biografia
Figlio di Jules Henry Bergeret, fu un membro di Combat, un movimento della resistenza francese, e di Testimonianza cristiana (Témoignage chrétien), un settimanale della Resistenza. Membro dell'Assemblea Costituente Nazionale e del comitato della Loira dal 1946 al 1951. 
Jean Bergeret all'età di 20 anni fu tra i capi della resistenza cristiana nella Loira. Assicurò la diffusione dei "quaderni" di Témoignage chrétien. Fu l'assistente di Jean Perrin in Combat.
Scrisse la sua tesi nel 1948 e si specializzò in pediatria. Fu scoraggiato da un periodo di internato in psichiatria, svolto in tempo di guerra. In Marocco incontrò René Laforgue, che lo introdusse alla psicanalisi, alla quale egli dedicò il resto della sua carriera. Riprese la sua formazione in psichiatria, per poi scrivere una tesi di laurea in discipline umanistiche sugli stati normali e patologici, guidato da Didier Anzieu. Si trasferì poi a Lione, dove contribuì a fondare una filiale della Società Psicoanalitica di Parigi (SPP) e divenne professore in psicologia clinica.
Successivamente fu professore all'Università di Lione e direttore del Centre National de Documentation sur les Toxicomanies.

## Temi
È stato uno dei primi psicoanalisti a concentrarsi sulle tossicodipendenze in termini teorici e clinici. Introdusse il suo concetto di violenza, secondo il quale Eros vince sul bisogno, introdotto da Freud, di vivere in un rapporto di dualità tra vita e morte. Bergeret non accetta l'idea della pulsione di morte (Thanatos), la considera come una speculazione filosofica più che un concetto metapsicologico.

## Principali opere tradotte in italiano
- Lo psicoanalista in ascolto del tossicomane, Borla, 1983
- Clinica, teoria e tecnica. Gli interrogativi dello psicoanalista, Cortina Raffaello, 1990
- La violenza e la vita. La faccia nascosta dell'Edipo, Borla, 1998
- Chi è il tossicomane. Tossicomania e personalità, Dedalo, 2001
- La personalità normale e patologica. Le strutture mentali, il carattere, i sintomi, Cortina Raffaello, 2002
- Psicologia patologica. Teoria e clinica, Elsevier, 2009